# Eclipse (canción)
Eclipse es la décima y última canción escrita por Roger Waters, grabada y publicado por la banda de rock progresivo Pink Floyd, lanzado el 1 de marzo de 1973, como parte del álbum The Dark Side of the Moon. La canción es famoso por su letra final: "There's no dark side of the moon really. Matter of fact, it's all dark" (Traducido al español: "No hay lado oscuro en la Luna, en realidad toda la Luna es oscura"), mientras se escuchan los latidos del corazón con el volumen bajo.
Eclipse (A piece for assorted lunatics) sería el título del actual álbum "The Dark Side of The Moon", ya que un grupo de rock folk, llamado Medicine Head, había lanzado un álbum con el mismo título, pero al ver la poca, casi nula popularidad de ese álbum, decidieron seguir adelante con sus planes.

## Apariciones
- Esta canción apareció en la apertura de los Juegos Olímpicos de Londres 2012.
- El primer tráiler oficial de la versión de la película Dune de 2020 de Denis Villeneuve incluye en la música Eclipse, con arreglos del responsable de la banda sonora Hans Zimmer, siendo a su vez un homenaje a la que iba a ser la versión de Dune de Alejandro Jodorowsky.[1]